# Povlačenje očnog kapka
Povlačenje očnog kapka ili retrakcija kapaka (lat. retractio palpebrarum), je patološko stanje u prednjem segmentu oka kod koga je poremećen položaja kapaka, jer su očni kapci povučeni u polje, a njihova slobodna ivica udaljena od limbusa rožnjače.

## Etiologija
Ova patološka pojava više je ispoljena na gornjem očnom kapku i najčešće se viđa kod osoba koje boluju od hipertireoidizma.

## Patofiziologija poremećaja
Normalna širina međukapačnog otvora (lat. rima palpebrarum) određena je odnosom slobodnih ivica kapaka prema limbusu rožnjače. Ivica gornjeg kapka normalno je postavljena za 1 - 2 mm ispod gornjeg limbusa, dok ivica donjeg kapka naleže na limbus rožnjače na 6 sati. 
Povlačenje očnog kapka nastaje kada je poremećen položaj kapaka i kada su očni kapci povučeni upolje a njihova slobodna ivica udaljena od limbusa rožnjače, tako da je beonjača otkrivena i eksponirana ispod i iznad limbusa. 
Ova patološka pojava više je ispoljena na gornjem očnom kapku i najčešće se viđa kod osoba koje boluju od hipertireoidizma.

## Spoljašnje veze
|  | Molimo Vas, obratite pažnju na važno upozorenje u vezi sa temama iz oblasti medicine (zdravlja). |